# قشلاق حاج احمدخان
قشلاق حاج احمدخان یک روستا در ایران است که در استان اردبیل و شهرستان بیله سوار و بخش انجیرلو واقع شده‌است.